# Abul-Hasan Ali ibn Jahja ibn Mensur Munedžim
Abul-Hasan Ali ibn Jahja ibn Mensur Munedžim rođen je 816., a preminuo 888. godine u Samari.
Abul-Hasan je najstariji sin Jahje ibn Mensura. On je, na zahtev Fatha ibn Hakana, prvog savetnika abasidskog kalifa Mutevekila, osnovao naučno-edukativni kompleks koji su nazivali Riznicom mudrosti (Hazana al-hikma). 
Njegovu celovitu naučnu tradiciju nastavili su njegovi sinovi Abu Isa Ahmed, Abu Ahmed Jahja, Abul-Kasim Abdulah i Abu Abdulah Harun, koje su istoričari kasnije prepoznali pod imenom „sinovi porodice Munedžim“ (Benu Munedžim).

## Dela
Iako Abul-Hasan nije kao naučnik bio slavan poput njegovog oca Jahje, ipak je za sobom ostavio vredna istraživačka dela, od kojih izdvajamo:
- at-Tabih va ahbaru Ishak ibn Ibrahim Musili;
- aš-Šuara al-kudama va al-islamijin.

## Literatura
- Velajati, Ali Akbar (2016), Istorija kulture i civilizacije islama i Irana, preveo Muamer Halilović, Beograd, Centar za religijske nauke „Kom”, str. 262.